# MPMan

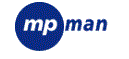

MPMan var en musikspelare som tillverkades av det Sydkoreanska företaget SaeHan Information Systems. När den lanserades i Asien i mars 1998, var det den första massproducerade portabla mediaspelaren baserad helt på halvledarteknik.

## Kritiskt mottagande
MPMan mottogs inte väl av kritiker och konsumenter. Rio PMP300, som släpptes strax efteråt, mottogs bättre.
RIAA:s direktör för motverkande av upphovsrättsöverträdelser sa ursprungligen att MPMan hade "no function other than playing material that was stolen from record companies", "ingen annan funktion än att spela material som är stulet från skivföretag". Han sa senare att det var "a unique device. It's something that we haven't seen on the market before", "en unik apparat. Det är någonting som vi inte har sett på marknaden innan".